# Zoedia gracilipes
Zoedia gracilipes là một loài bọ cánh cứng trong họ Cerambycidae.